# Wald (Alemanha)
Wald é um município da Alemanha, no distrito de Cham, na região administrativa de Oberpfalz, estado de Baviera.
A cidade de Wald é membro e sede do Verwaltungsgemeinschaft de Wald.